# Muslim Mulliqi
Muslim Mulliqi (ur. 1 czerwca 1934 w Djakowicy, zm. 13 stycznia 1998 w Prisztinie) – kosowski malarz.

## Życiorys
W 1961 roku ukończył studia na Akademii Sztuk Pięknych w Belgradzie i w tym samym roku wrócił do Kosowa; pracował tam w oświacie.
W 1963 roku rozpoczął pracę na nowo otwartym Wydziale Malarstwa w Wyższej Szkole Pedagogicznej w Prisztinie.
W 1974 roku został dziekanem Uniwersytetu w Prisztinie, w tym samym roku uzyskał następnie tytuł profesora nadzwyczajnego.
W 1985 roku został pełnoprawnym członkiem Akademii Nauk i Sztuk Kosowa, pełnił funkcję jej wiceprezesa w latach 1986–1990.